# Антон Табоне
Антон Табоне (мальт. Anton Tabone; нар. 1937) — мальтійський політик. У 1987 році призначений першим міністром у справах Гозо, а в 1992 році знову призначений на той самий пост і обіймав цю посаду до 1996 року. З 1998 по 2008 рік обіймав посаду спікера Палати представників.
Під час перебування на посаді міністра Гозо просував регіональний аспект острова в національному контексті та в рамках Конференції периферійних і морських регіонів Європи (CPMR), де Гозо бере участь як повноправний член.
Як спікер Палати представників просував ініціативу Мальти щодо створення Середземноморської парламентської асамблеї та створення її секретаріату на Мальті.
Очолював процес переходу парламенту Мальти від парламенту країни, що не є членом, до парламенту країни-члена, коли Мальта стала членом Європейського Союзу в 2004 році.Також був дуже активним у сприянні автономії парламенту, звернувшись до відділу ефективності управління в Офісі прем’єр-міністра з проханням надати звіт «Зміцнення Палати депутатів – аргументи на користь автономії», який представлений на Таблиці дому в середині 2005 року.
Табоне допоміг лобіювати Гозо та інтереси мешканців Гозо, в результаті чого зрештою розмір острова став розглядатися на передньому плані як у національній політиці, так і в територіальному вимірі Європейського Союзу. Про це свідчить, наприклад, той факт, що міністерство Гозо продовжувало працювати як офіс мальтійського кабінету після його періоду на посаді міністра до теперішнього часу під різними адміністраціями центрального уряду. 
У 2008 році нагороджений державним орденом «За заслуги» у званні товариша. З 2009 по 2012 рік був виконувачем обов’язків президента Мальти.

## Політична кар'єра
Антона Табоне вперше обрано в інтересах Націоналістичної партії в 1966 році та він пропрацював у парламенті більше сорока двох років, спочатку на задній лаві, а потім тіньовим міністром, міністром і, зрештою, спікером. Також був членом Виконавчого комітету PN і членом Громадської ради Гоцо (яка сьогодні вже не існує), де керував кількома комітетами цієї Ради.